# Sự kiện 28 tháng 2
Sau 50 năm nằm dưới ách thống trị của Nhật Bản (1895-1945), đảo Đài Loan trở về tay người Trung Hoa khi chính quyền Quốc dân đảng của Tưởng Giới Thạch tiếp quản đảo này từ tay quân Nhật vào ngày 25/10/1945. Tướng Trần Nghi, một tay chân thân tín của Tưởng Giới Thạch được bổ nhiệm làm Toàn quyền Đài Loan. Việc làm đầu tiên của Trần Nghi là ra lệnh đóng cửa và tịch thu tài sản của gần 500 cơ sở kinh tế do quân Nhật quản lý trước đó và cả những cơ sở kinh tế của người Đài Loan hợp tác với Nhật.
Động thái này đã khiến việc sản xuất bị đình trệ, công nhân thất nghiệp và nhất là giá cả nhiều mặt hàng thiết yếu tăng cao. Dần dần, các ngành kinh tế trọng yếu đều rơi vào tay người thân của Trần Nghi và những người này tha hồ thao túng trước sự làm ngơ của cảnh sát và quân đội. Chỉ trong hai năm nắm quyền, Toàn quyền Trần Nghi đã đẩy Đài Loan vào khủng hoảng, lạm phát tăng cao, tham nhũng, hối lộ lộng hành khắp nơi.
Trong bối cảnh như vậy, đã xảy ra một sự kiện. Trưa ngày 27/2/1947, khi trấn áp những kẻ buôn bán thuốc lá lậu tại một khu chợ ở trung tâm thành phố Đài Bắc, một nhân viên cảnh sát định thu giữ một túi xách đựng thuốc lá của một phụ nữ lớn tuổi. Lo sợ bị thu giữ, người phụ nữ kiên quyết chống lại nên đã bị nhân viên cảnh sát rút súng bắn chết.
Giận dữ, những người chung quanh xông vào hành hung viên cảnh sát khiến anh ta bắn bừa vào đám đông làm 1 người chết rồi bỏ chạy về đồn. Đám đông liền đuổi theo vây chặt đồn cảnh sát và yêu cầu giao nộp viên cảnh sát giết người để họ xét xử. Do bị từ chối rồi sau đó phát hiện viên cảnh sát giết người được che chở và chạy thoát đến một nơi an toàn khác nên đám đông ném gạch đá và xông vào phá đồn cảnh sát khiến viên chỉ huy ra lệnh nổ súng.
Từ đó bạo lực bùng phát và lan nhanh vào ngày 28/2/1947 (con số 228 được lấy từ ngày và tháng xảy ra sự kiện). Toàn quyền Trần Nghi ra lệnh cho quân đội và cảnh sát bắn thẳng vào đám đông để trấn áp bạo loạn làm hàng chục người chết và bị thương. Sự việc này càng khiến cho làn sóng giận dữ tăng cao rồi lan nhanh khắp đảo Đài Loan. Toàn quyền Trần Nghi buộc phải rời Đài Loan về đất liền và đại diện đám đông đã nắm quyền.
Một chính quyền mới với thành phần là trí thức, sinh viên, chủ nhà máy, công nhân gồm 32 người được thành lập để tạm điều hành đảo Đài Loan và lập tức đưa ra yêu cầu cải cách bộ máy chính quyền và ổn định kinh tế Đài Loan cho Tưởng Giới Thạch.

Một tối hậu thư cũng được chính quyền lâm thời ở Đài Loan đưa ra là nếu không được đáp ứng yêu cầu, người dân Đài Loan sẽ kiến nghị Liên Hợp Quốc quản lý và điều hành Đài Loan. Nhiều người còn đề nghị Quân đội Giải phóng nhân dân Trung Quốc hỗ trợ về quân sự để thành lập một quân đội riêng cho Đài Loan.
| "Sự kiện 228" là trang sử đen tối nhất của người dân đảo Đài Loan |

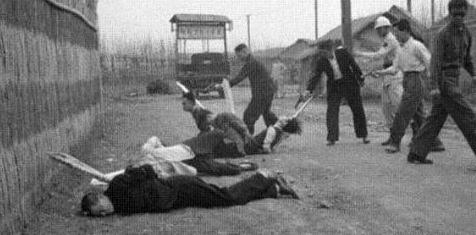

Thẳng thừng từ chối các yêu sách của chính quyền mới ở Đài Loan, Tưởng Giới Thạch tập trung quân đội, giao cho Trần Nghi chỉ huy để tái chiếm Đài Loan. Cuộc tái chiếm Đài Loan bắt đầu vào ngày 8/3/1947. Do yếu thế, lực lượng nổi dậy bị trấn áp khắp nơi. Binh lính Quốc dân đảng lạm dụng việc được lệnh bắn bỏ bất cứ ai chống lại nên tha hồ cướp bóc, hãm hiếp rồi bắn chết thường dân vô tội. Tạp chí Time của Mỹ số ra ngày 7/4/1947 cho rằng đã có từ 2.000 đến 4.000 người dân Đài Loan bị binh lính Quốc dân đảng giết hại chỉ trong hơn 20 ngày (từ ngày 8 đến 31/3/1947).
Sau khi hoàn thành việc tái chiếm Đài Loan, Toàn quyền Trần Nghi tiến hành một chiến dịch thanh trừng đẫm máu với việc bắt giữ, tra tấn và cả thủ tiêu bất cứ ai nghi vấn tham gia làm loạn hay có hành động chống lại Quốc dân đảng. Các trường học có sinh viên, học sinh tham gia làm loạn đều bị đóng cửa vô thời hạn. Sinh viên, học sinh tham gia làm loạn đều bị bắt giữ, tra tấn, xử tù và thủ tiêu.
Doanh nhân, công nhân tham gia làm loạn cũng chịu chung số phận. Tài sản của họ đều bị tịch thu, cha mẹ, con cái đều bị quản thúc. Cho đến năm 1987, tức là 40 năm sau khi xảy ra "Sự kiện 228", khi chính quyền Đài Loan bãi bỏ chế độ thiết quân luật, vẫn còn hàng ngàn người có liên quan đến vụ bạo loạn vào tháng 2/1947 bị giam giữ và quản thúc tại nhiều nhà tù đặc biệt.
Sau khi "Sự kiện 28/2" kết thúc bằng những cuộc thảm sát đẫm máu; ngày 22/3/1947, Hội nghị lần 3, Ủy ban Trung ương Quốc Dân Đảng khóa 6 họp quyết định bãi chức Trưởng quan hành chính Đài Loan của Trần Nghi. Ngày 22/4, Viện hành chính chính phủ Dân quốc giải tán Viện hành chính trưởng quan, lập chính quyền tỉnh, bổ nhiệm Ngụy Đạo Minh làm chủ tịch, các sở lập ra chức Phó sở do người bản địa Đài Loan đảm nhiệm. Ngày 11/5, Trần Nghi trở về Nam Kinh làm cố vấn chính phủ. Tháng 2/1949, Trần Nghi bị điều về Thượng Hải rồi bị bắt, quản thúc sau đó áp giải ra Đài Loan vào tháng 4/1950, giam ở Cơ Long. Ngày 19/5, Tưởng Giới Thạch tự tay viết chỉ lệnh giao cho Tòa án quân sự Đài Loan ra phán quyết tử hình và ngày 18/6/1950, Trần Nghi bị xử bắn.
Trong suốt một thời gian dài sau khi xảy ra "Sự kiện 228", chính quyền Quốc dân đảng ở Đài Loan nghiêm cấm việc bàn thảo hay công khai việc lật lại hồ sơ "Sự kiện 228". Việc nghiêm cấm này đã làm cho cả một thế hệ trẻ ở Đài Loan không hề hay biết đến việc cha, ông của họ bị thảm sát vào năm 1947. Mãi đến đầu năm 1992, gia đình những nạn nhân của sự kiện này mới tập hợp lại trong một phong trào có tên gọi Công lý và Hòa bình.
Phong trào này đưa ra kiến nghị yêu cầu chính quyền Đài Loan phải làm sáng tỏ sự kiện thảm sát dân thường của chính quyền Quốc dân đảng vào năm 1947. Thế nhưng phải đợi đến năm 1995, khi Lý Đăng Huy, từng tham gia cuộc bạo loạn vào tháng 2/1947, lên nắm quyền tại Đài Loan, thì "Sự kiện 228" mới được từng bước làm sáng tỏ. Trong một động thái tích cực, chính quyền Đài Loan quyết định lấy ngày 28 tháng 2 hàng năm làm ngày toàn quốc tưởng nhớ những nạn nhân của "Sự kiện 228". Một công viên ở trung tâm thành phố Đài Bắc cũng được mang tên Công viên 228.
Trong một nỗ lực hàn gắn lại nỗi đau của những gia đình có người thân là nạn nhân của "Sự kiện 228", chính quyền Đài Loan quyết định hỗ trợ về tiền bạc, nhà ở, công ăn việc làm cho tất cả các thành viên trong gia đình của nạn nhân.
Vào tháng 1/2000, một ủy ban điều tra về "Sự kiện 228" do chính quyền Đài Loan thành lập đã kết luận, có thể đã có đến 10.000 người bị thảm sát chỉ trong vòng từ 28/2/1947 đến 31/3/1947.
Tuy nhiên, trong một báo cáo độc lập có tên gọi "Những điều chưa hề biết về Sự kiện 228", do nhà báo kiêm nhà sử học người Đài Loan Li Ao thực hiện từ một cuộc điều tra kéo dài trong vòng 5 năm thì con số nạn nhân thực tế bị thảm sát trong "Sự kiện 228" phải lên đến 30.000 người